# Station Alken (België)
Station Alken is een spoorwegstation langs spoorlijn 21 (Landen - Hasselt) in de gemeente Alken.
Het station is onbemand, en dus eigenlijk enkel een stopplaats. Het wachtlokaal in het gebouw kan in de winter verwarmd en gebruikt worden. Dienstmededelingen (over vertragingen bijvoorbeeld), worden aangestuurd vanuit het station Hasselt. Het station vangt vooral pendelverkeer naar Leuven, Brussel en Hasselt op, mede dankzij de goed uitgeruste fietsenstalling en het nabijgelegen parkeerterrein.

## Geschiedenis
Het eerste stationsgebouw werd in 1847 opgericht. Dit station lag langs het huidige station aan de overzijde van de straat. In 1903 werd het huidige stationsgebouw opgetrokken.
Bij de spoorweghervormingen op het einde van de 20e eeuw werden de loketten gesloten en viel de dienstregeling terug op 4 spitsuurtreinen op de weekdagen. Onder meer onder druk van reizigers en plaatselijke politici werd sinds de eeuwwisseling de dienstregeling terug uitgebreid met een volwaardige dienstregeling gedurende de weekdagen. Sinds 10 december 2006 houden de weekendtreinen ook terug halt in Alken.
Tussen 2020 en 2021 worden de perrons vernieuwd en verhoogd. Op die manier worden de perrons op een hoogte van 76 cm gebracht, wat de toegankelijkheid sterk moet verbeteren. Perron 2 is naar de andere kant van de overweg gebracht, zodat die minder lang gesloten dient te blijven.

## Treindienst
| Serie       | Treinsoort          | Route                                                                            | Bijzonderheden             |
| ----------- | ------------------- | -------------------------------------------------------------------------------- | -------------------------- |
| IC 03       | Intercity (NMBS)    | Genk – Alken – Leuven – Brussel-Zuid – Gent-Sint-Pieters – Brugge – Blankenberge |                            |
| P 7300/8300 | Piekuurtrein (NMBS) | Genk – Hasselt – Alken – Leuven – Brussel-Zuid                                   | Rijdt alleen op werkdagen. |
| P 7310/8310 | Piekuurtrein (NMBS) | Leuven – Alken – Hasselt – Genk                                                  | Rijdt alleen op werkdagen. |

## Galerij

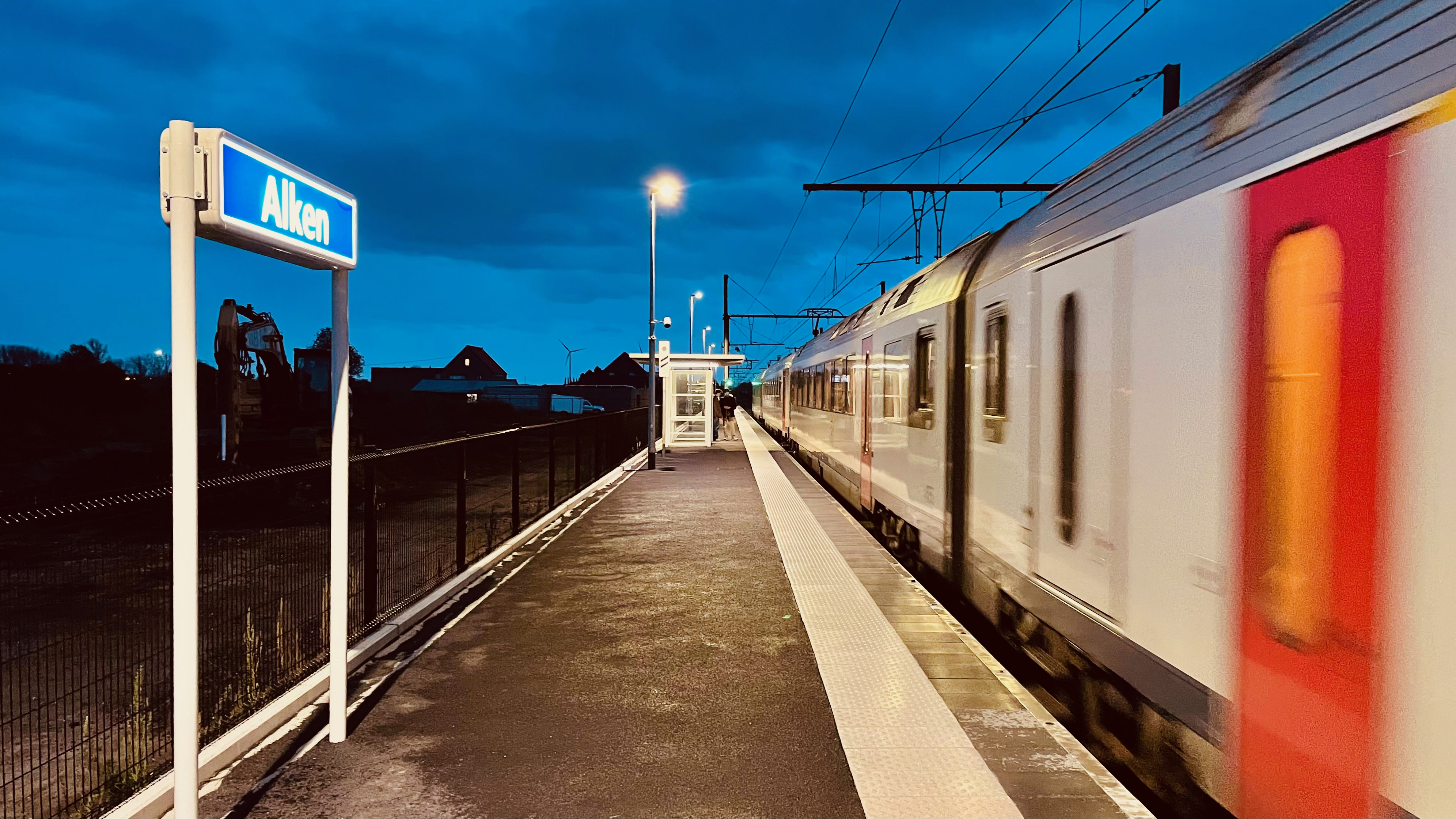
Zicht op het perron
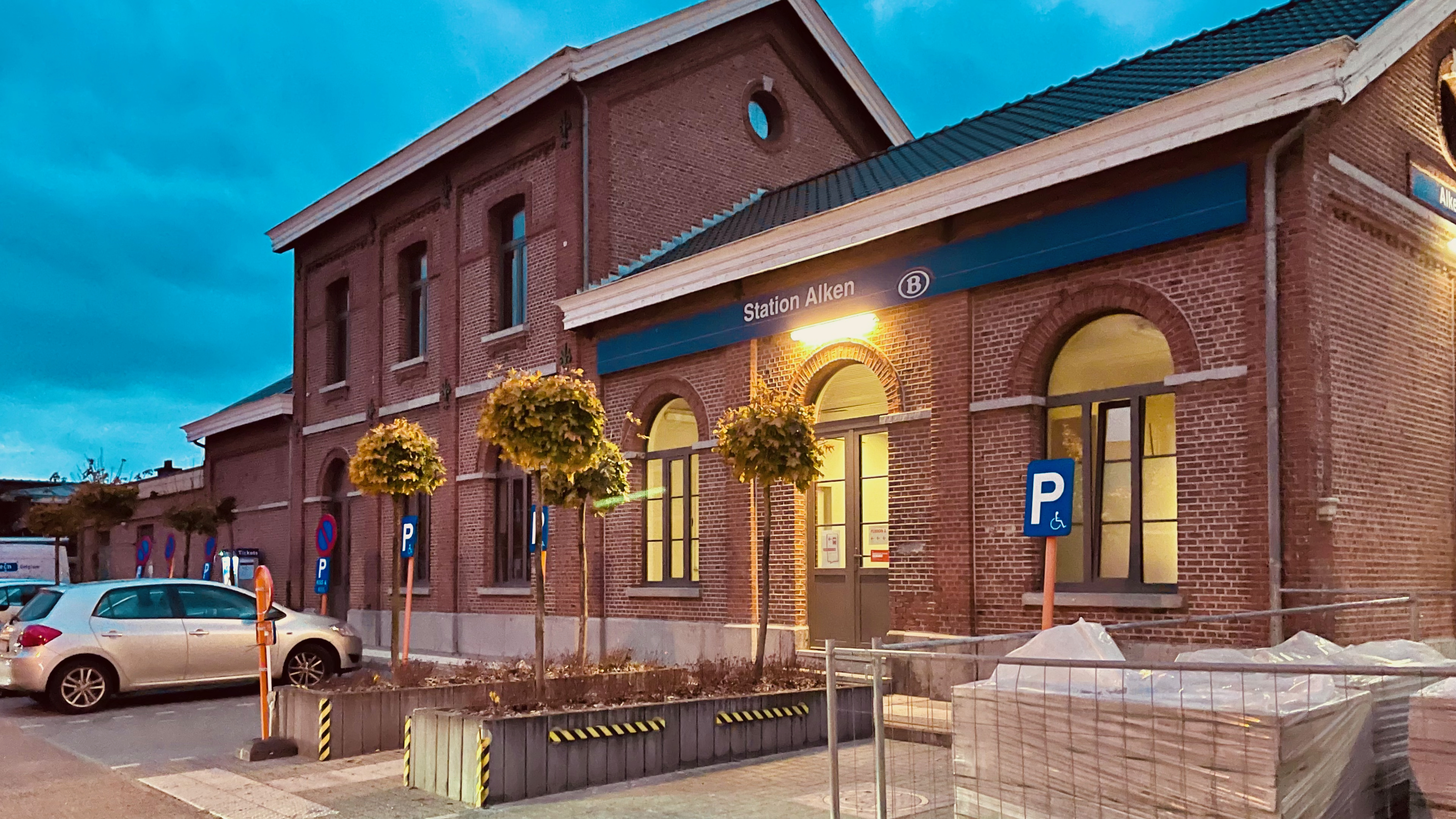
Stationsgebouw
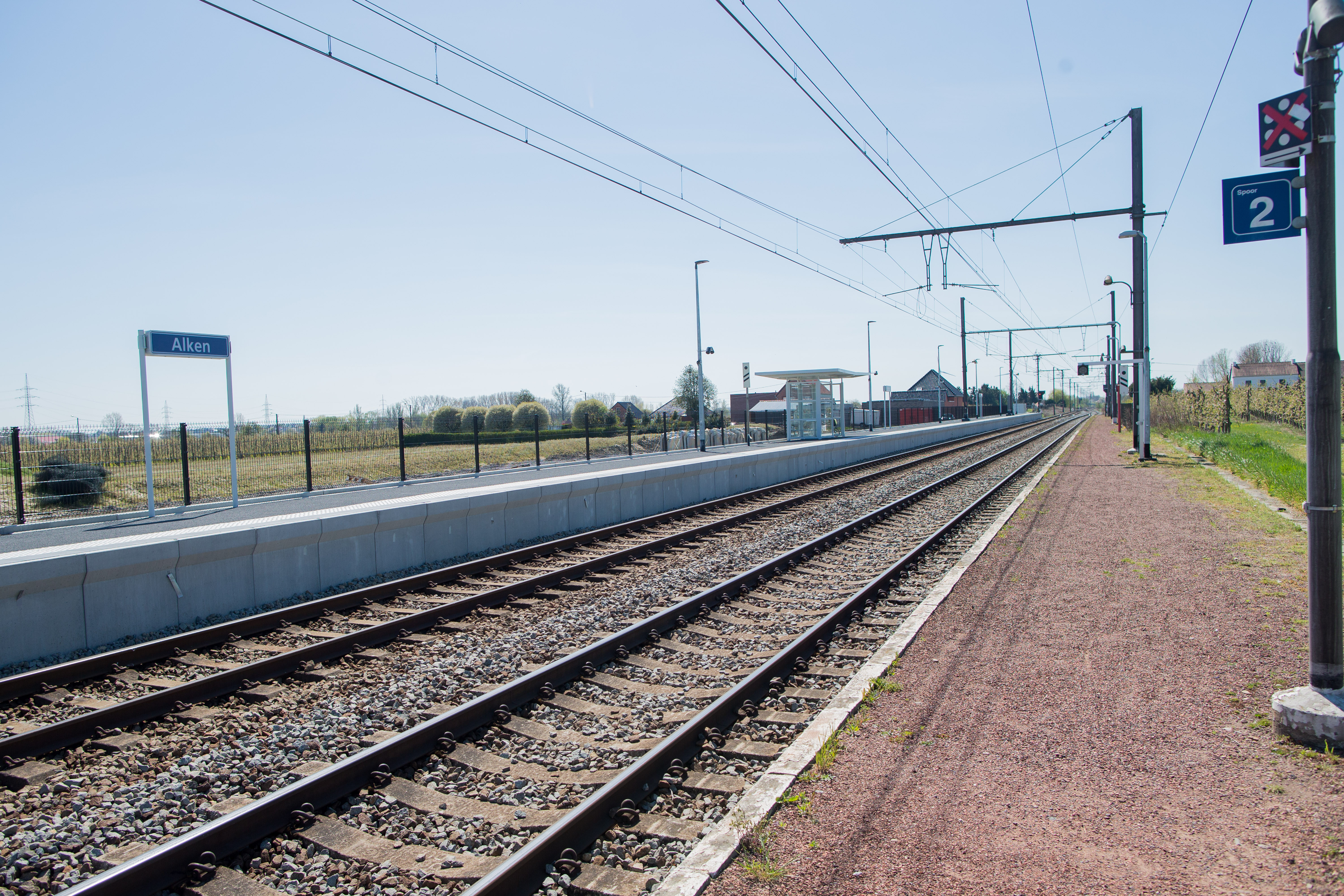

## Reizigerstellingen
De grafiek en tabel geven het gemiddeld aantal instappende reizigers weer op een week-, zater- en zondag.
| Tabel: aantal instappende reizigers station Alken | Tabel: aantal instappende reizigers station Alken | Tabel: aantal instappende reizigers station Alken | Tabel: aantal instappende reizigers station Alken |
|                                                   | Weekdag                                           | Zaterdag                                          | Zondag                                            |
| ------------------------------------------------- | ------------------------------------------------- | ------------------------------------------------- | ------------------------------------------------- |
| 1977                                              | 214                                               | 24                                                | 41                                                |
| 1978                                              | 256                                               | 20                                                | 37                                                |
| 1979                                              | 271                                               | 23                                                | 113                                               |
| 1980                                              | 321                                               | 27                                                | 33                                                |
| 1981                                              | 361                                               | 44                                                | 78                                                |
| 1982                                              | 415                                               | 72                                                | 89                                                |
| 1983                                              | 395                                               | 25                                                | 82                                                |
| 1984                                              | 179                                               | -                                                 | -                                                 |
| 1985                                              | 152                                               | -                                                 | -                                                 |
| 1986                                              | 163                                               | -                                                 | -                                                 |
| 1987                                              | 144                                               | -                                                 | -                                                 |
| 1988                                              | 212                                               | -                                                 | -                                                 |
| 1989                                              | 196                                               | -                                                 | -                                                 |
| 1990                                              | 73                                                | -                                                 | -                                                 |
| 1991                                              | 85                                                | -                                                 | -                                                 |
| 1992                                              | 77                                                | -                                                 | -                                                 |
| 1993                                              | 86                                                | -                                                 | -                                                 |
| 1994                                              | 95                                                | -                                                 | -                                                 |
| 1995                                              | 85                                                | -                                                 | -                                                 |
| 1996                                              | 90                                                | -                                                 | -                                                 |
| 1997                                              | 97                                                | -                                                 | -                                                 |
| 1998                                              | 267                                               | -                                                 | -                                                 |
| 1999                                              | 279                                               | -                                                 | -                                                 |
| 2000                                              | 333                                               | -                                                 | -                                                 |
| 2001                                              | 312                                               | -                                                 | -                                                 |
| 2002                                              | 306                                               | -                                                 | -                                                 |
| 2003                                              | 318                                               | -                                                 | -                                                 |
| 2004                                              | 347                                               | -                                                 | -                                                 |
| 2005                                              | 352                                               | -                                                 | -                                                 |
| 2006                                              | 395                                               | -                                                 | -                                                 |
| 2007                                              | 433                                               | 100                                               | 120                                               |
| 2008                                              | -                                                 | -                                                 | -                                                 |
| 2009                                              | 355                                               | 110                                               | 147                                               |
| 2010                                              | -                                                 | -                                                 | -                                                 |
| 2011                                              | -                                                 | -                                                 | -                                                 |
| 2012                                              | 482                                               | 101                                               | 166                                               |
| 2013                                              | 530                                               | 128                                               | 191                                               |
| 2014                                              | 499                                               | 152                                               | 325                                               |
| 2015                                              | 464                                               | 151                                               | 305                                               |
| 2016                                              | 552                                               | 305                                               | 283                                               |
| 2017                                              | 558                                               | 190                                               | 395                                               |
| 2018                                              | 565                                               | 237                                               | 321                                               |
| 2019                                              | 647                                               | 254                                               | 310                                               |
| 2020                                              | 345                                               | 90                                                | 101                                               |
| 2021                                              | -                                                 | -                                                 | -                                                 |
| 2022                                              | 430                                               | 241                                               | 324                                               |
| 2023                                              | 609                                               | 231                                               | 222                                               |
| 2024                                              | 695                                               | 109                                               | 63                                                |

0,0: Landen ·
2,2: Attenhoven ·
5,4: Velm ·
7,9: Halmaal ·
10,7: Sint-Truiden ·
13,1: Bornedries ·
15,5: Senselberg ·
17,3: Kortenbos ·
20,6: Hendrikstraat ·
22,3: Alken ·
23,9: Sint-Lambrechts-Herk ·
28,6: Hasselt
Dorpen: Sint-Joris · Terkoest · Alken-centrum 

Gehuchten: Blekkenberg · Buls · Hemelsveld · Hulzen · Nachtegaal · Paradijs · Plein · Rozenkrans · Stationsbuurt · Ter Linden · Waterkant · Wolfke · Zwarte Winning

Waterlopen: Herk · Mombeek · Simsebeek · Kozenbeek

Watermolens: Nieuwmolen · Herckermolen · Groenmolen · Dorpsmolen · Gustingenmolen

Stations: Station Alken · Station Hendrikstraat (voormalig)

Belgische gemeenten · Arrondissement Tongeren · Limburg · Vlaanderen